# Брюно Беллон
Брюно Беллон (фр. Bruno Bellone, нар. 14 березня 1962, Тулон) — колишній французький футболіст, нападник, фланговий півзахисник.
Насамперед відомий виступами за «Монако», а також національну збірну Франції. Чемпіон Європи 1984 року.

## Клубна кар'єра
У дорослому футболі дебютував 1980 року виступами за «Монако», в якому провів сім сезонів, взявши участь у 195 матчах чемпіонату, забивши 47 голів. Більшість часу, проведеного у складі «Монако», був основним гравцем команди. Здобув повний комплект нагород чемпіонату, Кубок та Суперкубок Франції. 
Згодом, з 1987 по 1989 рік, по сезону провів у складі «Канна» та «Монпельє».
Завершив професійну ігрову кар'єру у клубі «Канн», у складі якого вже виступав раніше. Вдруге Беллон прийшов до команди 1989 року і захищав її кольори до припинення виступів на професійному рівні у 1990 році.
Загалом у Д1 провів 10 сезонів. Зіграв 265 ігор та забив 63 голи. 

### Клубна статистика. Чемпіонат та Кубки Франції. 1980-1990
| Сезон             | Клуб              | Ліга              | Чемпіонат  | Чемпіонат | Чемпіонат | Кубок Франції | Кубок Франції | Кубок Франції | Суперкубок Франції | Суперкубок Франції | Суперкубок Франції |
| ----------------- | ----------------- | ----------------- | ---------- | --------- | --------- | ------------- | ------------- | ------------- | ------------------ | ------------------ | ------------------ |
| Сезон             | Клуб              | Ліга              | Місце      | Матчі     | Голи      | Місце         | Матчі         | Голи          | Місце              | Матчі              | Голи               |
| 1980-81           | «Монако»          | Д1                | 4          | 12        | 2         | —             | —             | —             | —                  | —                  | —                  |
| 1981-82           | «Монако»          | Д1                |            | 30        | 12        | 1/8           | 2             | 0             | —                  | —                  | —                  |
| 1982-83           | «Монако»          | Д1                | 6          | 30        | 3         | 1/8           | 4             | 0             | —                  | —                  | —                  |
| 1983-84           | «Монако»          | Д1                |            | 33        | 8         |               | 8             | 3             | —                  | —                  | —                  |
| 1984-85           | «Монако»          | Д1                |            | 34        | 13        |               | 8             | 2             | *                  | 1                  | 0                  |
| 1985-86           | «Монако»          | Д1                | 9          | 25        | 5         | —             | —             | —             | —                  | —                  | —                  |
| 1986-87           | «Монако»          | Д1                | 5          | 31        | 4         | 1/8           | 4             | 1             | —                  | —                  | —                  |
| 1987-88           | «Канн»            | Д1                | 12         | 26        | 9         | —             | —             | —             | —                  | —                  | —                  |
| 1988-89           | «Монпельє»        | Д1                | 9          | 13        | 2         | 1/16          | 3             | 0             | —                  | —                  | —                  |
| 1989-90           | «Канн»            | Д1                | 11         | 31        | 5         | 1/4           | 2             | 1             | —                  | —                  | —                  |
| ВСЬОГО            | «Монако»          | Д1                | 7 сезонів  | 195       | 47        | 5 стартів     | 26            | 6             | 1                  | 1                  | 0                  |
| ВСЬОГО            | «Канн»            | Д1                | 2 сезони   | 57        | 14        | 1 старт       | 2             | 1             | —                  | —                  | —                  |
| ВСЬОГО            | «Монпельє»        | Д1                | 1 сезон    | 13        | 2         | 1 старт       | 3             | 0             | —                  | —                  | —                  |
| ВСЬОГО за кар'єру | ВСЬОГО за кар'єру | ВСЬОГО за кар'єру | 10 сезонів | 265       | 63        | 7 стартів     | 31            | 7             | 1                  | 1                  | 0                  |

 * —  у 1955–1973, 1985–86 роках приз мав назву Виклик чемпіонів (фр. Challenge des champions). Матч відбувся в Бордо 18 грудня 1985 року. «Монако» — володар Кубка Франції переміг чемпіона — місцевий клуб «Бордо». Основний та додатковий час — 1:1, пен. — 8:7. Беллон відіграв увесь матч.

## Єврокубки
Брюно Беллон провів всього 4 сезони у клубних турнірах УЄФА, зігравши  8 ігор та відзначившись у трьох з них по одному м'ячу. Далі першого кола його рідний клуб — «Монако» не проходив.
У першому матчі в єврокубках забив і свій перший гол. Сталося це 16 вересня 1981 року у Монако на стадіоні Луї II в рамках розіграшу Кубка УЄФА 1981–82. Гра з шотландським «Данді Юнайтед» завершилась для монегасків розгромом — 2:5. 
Через два тижні в Данді француз забив свій другий м'яч і допоміг «Монако» перемогти господарів — 2:1. Але по сумі двобою в 1/16 фіналу вийшли шотландці.
У перших раундах Кубка чемпіонів 1982-83 та у Кубка УЄФА 1984–85 Беллон з товаришами були безпорадними проти ЦСКА «Септемврийско знаме». З чотирьох ігор з болгарами — тільки дві нічиї, жодної перемоги, і жодного гола уродженця Тулона. 
У 1/16 фіналу Кубка кубків 1985-86 «Монако» знову по сумі двох матчів поступилося опонентам. Цього разу це був румунський клуб з міста Крайова «Університатя». 18 вересня 1985 року в Монако Беллон відкрив рахунок у грі і, зрештою, монегаски перемогли — 2:0. Та у матчі-відповіді румуни проявили волю до перемоги — 3:0. «Університатя» вийшла до 1/8 фіналу, де зустрілася з київським «Динамо». Гра у Крайові стала останньою для Беллона у євротурнірах УЄФА.

### Статистика виступів у єврокубках
| Сезон             | Клуб              | Турнір          | Досягнення   | Матчі | Голи |
| ----------------- | ----------------- | --------------- | ------------ | ----- | ---- |
| 1981–82           | «Монако»          | Кубок УЄФА      | 1/32 фіналу  | 2     | 2    |
| 1982-83           | «Монако»          | Кубок чемпіонів | 1/16 фіналу  | 2     | 0    |
| 1984-85           | «Монако»          | Кубок УЄФА      | 1/32 фіналу  | 2     | 0    |
| 1985-86           | «Монако»          | Кубок кубків    | 1/16 фіналу  | 2     | 1    |
| ВСЬОГО за кар'єру | ВСЬОГО за кар'єру | 4 євросезони    | 4 євросезони | 8     | 3    |

### Статистика по турнірам
| Турнір          | Сезони | Матчі | Голи |
| --------------- | ------ | ----- | ---- |
| Кубок чемпіонів | 1      | 2     | 0    |
| Кубок кубків    | 1      | 2     | 1    |
| Кубок УЄФА      | 2      | 4     | 2    |

## Виступи за збірну
Протягом кар'єри у національній команді, яка тривала 7 з половиною років, провів у формі головної команди країни 34 матчі, забивши 2 голи.
14 жовтня 1981 року дебютував в офіційних матчах у складі національної збірної Франції. Гра у Дубліні, у кваліфікації до чемпіонату світу 1982 проти збірної Ірландії закінчилася перемогою господарів — 3:2. На 9-ій хвилині Беллон зрівняв рахунок (1:1) у матчі, забивши свій перший гол за збірну. 
Другий свій м'яч забив у фіналі чемпіонату Європи
1984 року. 27 червня на Парк де Пренс французи перемогли іспанців — 2:0. Беллон відіграв весь матч. А на останній хвилині після пасу Тігани з центрального кола, здійснив вихід віч-на-віч з воротарем іспанців Арконадою і поставив крапку у грі.
Товариська гра з Марокко на знайомому стадіоні Луї II 5 лютого 1988 року була останньою в складі "екіп де франс". У цій грі Бруно відіграв близько 8 хвилин. 

### Статистика матчів за збірну
| Турнір           | Матчі | Перемоги | Нічиї | Поразки | Голи |
| ---------------- | ----- | -------- | ----- | ------- | ---- |
| Товариські матчі | 15    | 8        | 4     | 3       | 0    |
| Чемпіонат Європи | 3     | 3        | 0     | 0       | 1    |
| Кваліфікація ЧЄ  | 3     | 0        | 1     | 2       | 0    |
| Чемпіонат світу  | 5     | 1        | 2     | 2       | 0    |
| Кваліфікація ЧС  | 8     | 4        | 1     | 3       | 1    |
| ВСЬОГО           | 34    | 16       | 8     | 10      | 2    |

### На чемпіонатах світу та Європи
У складі збірної був учасником:
- чемпіонату світу 1982 року в Іспанії, на якому французи посіли 4-е місце;
- чемпіонату Європи 1984 року у Франції, здобувши титул чемпіона;
- чемпіонату світу 1986 року в Мексиці, ставши "бронзовим" призером.

| Рік  | Турнір           | Місце | Матчі | Перемоги | Нічиї | Поразки | Голи |
| ---- | ---------------- | ----- | ----- | -------- | ----- | ------- | ---- |
| 1982 | Чемпіонат світу  | 4     | 1     | 0        | 0     | 1       | 0    |
| 1984 | Чемпіонат Європи |       | 3     | 3        | 0     | 0       | 1    |
| 1986 | Чемпіонат світу  |       | 4     | 1        | 2     | 1       | 0    |

## Цікаві факти
У чвертьфіналі першості світу 1986 року зі  збірною Бразилії в серії пенальті, стався курйозний випадок.
Беллон лівою сильно пробив у лівий нижній кут від воротаря бразильців Карлоса. М'яч влучив у штангу і відлітав у поле. Але, на щастя, для француза (і на прикрість для бразильця) голкіпер вгадав напрям удару (його кидок був відчайдушним), але нічого не зміг зробити коли від стійки шкіряна куля вдарилася йому у спину і, врешті, залетіла у лівий нижній кут.     

## Титули і досягнення
- Володар Чемпіон Франції (1):

«Монако»: 1981/82
- Володар Кубка Франції (1):

«Монако»: 1984/85
- Володар Суперкубка Франції (1):

«Монако»: 1985
Збірні
- Чемпіон Європи (1): 1984
- Володар Кубка Артеміо Франкі (1): 1985